# 기타큐슈 고속철도 고쿠라선
고쿠라 선(일본어: 小倉線)은 일본 후쿠오카현 기타큐슈시 고쿠라기타구 고쿠라역을 기점으로 기타큐슈 시 고쿠라미나미구 기쿠가오카 역에 이르는 8.8km의 모노레일 형식의 기타큐슈 고속철도 관할 모노레일 노선이다.

## 개요
1985년 1월 9일 개업한 철도로 기타큐슈시의 도심부를 남북으로 관통하여 고쿠라 - 기쿠가오카 간을 20분대에 진입한다. 1980년에 폐지된 노면 전차의 대체 기능을 담당하고 있다. 1998년에는, 고쿠라 역 건물에 노선 연장해 JR 규슈의 모든 노선과 환승하며 기타큐슈시의 모지 · 토바타 · 야와타 방면과의 편리성이 향상했다. 또, 1년에 1회 「맥주 열차」나 「와인 열차」라고 하는 알코올류를 차내에서 대접하는 이벤트 열차를 운행하고 있다. 매년 12월 24일의 크리스마스 이브에는 산타클로스가 승차하고 있는 열차가 있어, 초등 학생 이하의 아이에게 선물을 배포하고 있다.

## 노선 정보
- 노선 총 연장 (영업구간) : 8.8km
- 방식 : 모노레일식
- 역수 : 13
- 선로 형태 : 전구간 복선 (고쿠라 - 헤이와도오리 구간은 단선 행렬, 헤이와도오리 구내에는 단선).
- 전압방식 : 직류 1500v
- 차내신호방식으로 운영

## 운행 형태
고쿠라 - 기쿠가오카 구간을 낮에는 10분 간격으로 운행하고 있다. 평일의 아침 통근 시간대는 6분 간격이 되는 것 외에 고쿠라경마장의 관객 수송을 담당하는 관계상, 토요일 · 일요일의 저녁도 6분간격이 되고 있다. (고쿠라 · 기쿠가오카발15:30 - 17:00의 사이)
정기 열차는 모두 기관사가 운전. 2009년까지는, 대부분의 열차로 ATO에 의한 자동 운전을 하고 있었지만, 이후는 ATC에 의한 수동 운전에만 되어 있다.
또, 이것에 수반해 차량에 있던 발차 버튼이나 ATO의 스윗치는 개조되어 철거해지고 있다.

## 연혁
기타큐슈 시의 중심지인 고쿠라기타 구와 인구가 증가하는 고쿠라미나미 구를 묶는 교통기관으로서 계획되었다.
당초, 기타큐슈 시에 의한 직영 회사로도 검토하고 있었지만, 1972년에 공포된 도시 모노레일법에 따르는 「도시 모노레일 건설을 위한 도로 정비에 대한 보조 제도」의 적용을 받기 위해 제 3 섹터 회사의 기타큐슈 고속 철도에 의한 운영이 되어, 그 보조 제도 적용에 의한 노선 제 1 호가 되었다.
- 1985년 1월 9일 : 고쿠라 역(現 헤이와도오리 역) - 기쿠가오카 역 구간 개통.
- 1988년 4월 1일 : 고쿠라 역 - 헤이와도오리 역 노선 연장 개통. 舊 고쿠라 역은 헤이와도오리 역으로 명칭 변경.
- 2007년 5월 1일 : 근처의 역까지 비롯하여 고쿠라 - 단가 구간이 100엔으로 이용할 수 있는 기획 승차권, '100엔 모노레일' 발매.

## 열차
- 1000形

차량의 검사 · 수선은 기쿠가오카 역에 인접하는 차량 기지에서 행해져 주식회사 KSK 기쿠가오카 사업소에 업무 위탁되고 있다. 근래에는, 차체 일면에 광고를 게재하고 있는 랩핑 차량도 많이 존재하고 있다. 2010년 3월 27일부터는, 개업 25주년을 기념해 마쓰모토 레지에 의해 「은하 철도 999」의 메텔등을 디자인한 랩핑 차량을 3년간의 예정으로 운행 개시했다.

## 역 목록
- 모든 전 노선 후쿠오카현 기타큐슈시에 위치.

| 역명                   | 일어 역명    | 로마자 역명              | 역간 거리 | 영업 거리 | 접속 노선                                                                           | 소재지     | 소재지         |
| ---------------------- | ------------ | ------------------------ | --------- | --------- | ----------------------------------------------------------------------------------- | ---------- | -------------- |
| 고쿠라                 | 小倉         | Kokura                   |           | 0.0       | 서일본 여객철도 산요 신칸센 규슈 여객철도 닛포 본선 · 히타히코산 선 · 가고시마 본선 | 기타큐슈시 | 고쿠라기타구   |
| 헤이와도오리           | 平和通       | Heiwadōri                | 0.4       | 0.7       |                                                                                     | 기타큐슈시 | 고쿠라기타구   |
| 단가                   | 旦過         | Tanga                    | 0.3       | 0.7       |                                                                                     | 기타큐슈시 | 고쿠라기타구   |
| 가와라구치미하기노     | 香春口三萩野 | Kawaraguchi-Mihagino     | 0.9       | 1.6       |                                                                                     | 기타큐슈시 | 고쿠라기타구   |
| 가타노                 | 片野         | Katano                   | 0.8       | 2.4       |                                                                                     | 기타큐슈시 | 고쿠라기타구   |
| 조노                   | 城野         | Jyōno                    | 0.8       | 3.2       | 규슈 여객철도 닛포 본선 · 히타히코산 선                                             | 기타큐슈시 | 고쿠라미나미구 |
| 기타가타               | 北方         | Kitagata                 | 1.0       | 4.2       |                                                                                     | 기타큐슈시 | 고쿠라미나미구 |
| 게이바조마에           | 競馬場前     | Keibajyōmae              | 0.7       | 4.9       |                                                                                     | 기타큐슈시 | 고쿠라미나미구 |
| 모리쓰네               | 守恒         | Moritsune                | 0.8       | 5.7       |                                                                                     | 기타큐슈시 | 고쿠라미나미구 |
| 도쿠리키코단마에       | 徳力公団前   | Tokurikikōdanmae         | 0.9       | 6.6       |                                                                                     | 기타큐슈시 | 고쿠라미나미구 |
| 도쿠리키아라시야마구치 | 徳力嵐山口   | Tokuriki-Arashiyamaguchi | 0.7       | 7.3       |                                                                                     | 기타큐슈시 | 고쿠라미나미구 |
| 시이                   | 志井         | Shii                     | 0.9       | 8.2       |                                                                                     | 기타큐슈시 | 고쿠라미나미구 |
| 기쿠가오카             | 企救丘       | Kikugaoka                | 0.6       | 8.8       | 규슈 여객철도 히타히코산 선 (시이코엔 역)                                           | 기타큐슈시 | 고쿠라미나미구 |